# MISC
MISC (англ. minimal instruction set computer — компьютер с минимальным набором команд) — вид процессорной архитектуры, предполагающий использование максимально простой системы команд с укладкой нескольких команд в одно большое слово (связку, bound) и стековую организацию.
Иными словами, MISC-процессоры совмещают принципы RISC (упрощение системы команд) и VLIW («сверхдлинные командные слова»; выполнение группы логически непротиворечивых команд за один машинный такт). Порядок выполнения команд распределяется таким образом, чтобы в максимальной степени загрузить маршруты, по которым проходят потоки данных. Таким образом архитектура MISC объединила вместе суперскалярную и VLIW-концепции. Компоненты процессора просты и работают на высоких частотах, заодно процессорные ядра получаются сравнительно компактными.
Как правило, для работы со стеком используются команды языка Форт. Существуют сверхкомпактные варианты, например, система команд одного из форт-процессоров состоит всего из 32 кодов операций.
Системы команд JVM и .Net в таких аспектах, как использование стека и связка команд, могут рассматриваться как близкие к MISC, но по количеству используемых команд они нарушают один из основных принципов.